# Grand Prix Wielkiej Brytanii 1977
Grand Prix Wielkiej Brytanii 1977 (oryg. John Player British Grand Prix), Grand Prix Europy 1977 – 10. runda Mistrzostw Świata Formuły 1 w sezonie 1977, która odbyła się 17 lipca 1977, po raz 16. na torze Silverstone.
30. Grand Prix Wielkiej Brytanii, 28. zaliczane do Mistrzostw Świata Formuły 1.

## Klasyfikacja
| Legenda oznaczeń w tabelach wyników Wyświetl szablon na nowej stronie | Legenda oznaczeń w tabelach wyników Wyświetl szablon na nowej stronie                                                                     |
| Oznaczenie                                                            | Wyjaśnienie |
| --------------------------------------------------------------------- | --- |
| Złoty                                                                 | Zwycięzca lub mistrzostwo |
| Srebrny                                                               | 2. miejsce lub wicemistrzostwo |
| Brązowy                                                               | 3. miejsce lub II wicemistrzostwo |
| Zielony                                                               | Ukończył, punktował (w klasyfikacji generalnej, gdy zdobył co najmniej jeden punkt na przestrzeni sezonu, poza trzema powyższymi opcjami) |
| Niebieski                                                             | Ukończył, nie punktował (w klasyfikacji generalnej, gdy nie zdobył co najmniej jednego punktu na przestrzeni sezonu)                      |
| Czerwony                                                              | Nie zakwalifikował się (NZ) |
| Czerwony                                                              | Nie prekwalifikował się (NPK) |
| Różowy                                                                | Nie ukończył (NU) |
| Różowy                                                                | Niesklasyfikowany (NS) (w klasyfikacji generalnej, gdy nie został sklasyfikowany w żadnym wyścigu sezonu)                                 |
| Czarny                                                                | Zdyskwalifikowany (DK) |
| Czarny                                                                | Wykluczony (WYK/EX) |
| Biały                                                                 | Nie wystartował (NW) |
| Biały                                                                 | Kontuzjowany (K/INJ) |
| Biały                                                                 | Wyścig odwołany (OD/C) |
| Bez koloru                                                            | Został wycofany (WYC/WD) |
| Bez koloru                                                            | Nie przybył (NP/DNA) |
| Bez koloru                                                            | Nie brał udziału w treningach (NT/DNP) |
| Bez koloru                                                            | Nie został zgłoszony (–) |
| Pogrubienie                                                           | Start z pole position |
| Kursywa                                                               | Najszybsze okrążenie wyścigu |
| †                                                                     | Nie ukończył, ale jego rezultat został zaliczony ze względu na przejechanie więcej niż 90% dystansu wyścigu.                              |
| *                                                                     | Sezon w trakcie |
| 1/2/3                                                                 | Punktowana pozycja w sprincie kwalifikacyjnym                                                                                             |
| Lista systemów punktacji Formuły 1                                    | |

| Poz. | Nr | Kierowca              | Konstruktor        | Okrążenia | Czas/powód NU      | Poz. start. | Punkty |
| ---- | -- | --------------------- | ------------------ | --------- | ------------------ | ----------- | ------ |
| 1    | 1  | James Hunt            | McLaren-Ford       | 68        | 1:31:46.06         | 1           | 9      |
| 2    | 11 | Niki Lauda            | Ferrari            | 68        | +18.31             | 3           | 6      |
| 3    | 6  | Gunnar Nilsson        | Lotus-Ford         | 68        | +19.57             | 5           | 4      |
| 4    | 2  | Jochen Mass           | McLaren-Ford       | 68        | +47.76             | 11          | 3      |
| 5    | 8  | Hans Joachim Stuck    | Brabham-Alfa Romeo | 68        | + 1:11.73          | 7           | 2      |
| 6    | 26 | Jacques Laffite       | Ligier-Matra       | 67        | + 1 Okrążenie      | 15          | 1      |
| 7    | 17 | Alan Jones            | Shadow-Ford        | 67        | + 1 Okrążenie      | 12          |        |
| 8    | 19 | Vittorio Brambilla    | Surtees-Ford       | 67        | + 1 Okrążenie      | 8           |        |
| 9    | 34 | Jean-Pierre Jarier    | Penske-Ford        | 67        | + 1 Okrążenie      | 20          |        |
| 10   | 27 | Patrick Nève          | March-Ford         | 66        | + 2 Okrążenia      | 26          |        |
| 11   | 40 | Gilles Villeneuve     | McLaren-Ford       | 66        | + 2 Okrążenia      | 9           |        |
| 12   | 18 | Vern Schuppan         | Surtees-Ford       | 66        | + 2 Okrążenia      | 23          |        |
| 13   | 30 | Brett Lunger          | McLaren-Ford       | 64        | + 4 Okrążenia      | 19          |        |
| 14   | 5  | Mario Andretti        | Lotus-Ford         | 62        | Silnik             | 6           |        |
| 15   | 12 | Carlos Reutemann      | Ferrari            | 62        | + 6 Okrążeń        | 14          |        |
| NU   | 7  | John Watson           | Brabham-Alfa Romeo | 60        | Problemy z paliwem | 2           |        |
| NU   | 20 | Jody Scheckter        | Wolf-Ford          | 59        | Silnik             | 4           |        |
| NU   | 28 | Emerson Fittipaldi    | Fittipaldi-Ford    | 42        | Przepustnica       | 22          |        |
| NU   | 37 | Arturo Merzario       | March-Ford         | 28        | Skrz. biegów       | 17          |        |
| NU   | 16 | Riccardo Patrese      | Shadow-Ford        | 20        | Ciśnienie paliwa   | 25          |        |
| NU   | 4  | Patrick Depailler     | Tyrrell-Ford       | 16        | Hamulce            | 18          |        |
| NU   | 15 | Jean-Pierre Jabouille | Renault            | 16        | Turbo              | 21          |        |
| NU   | 10 | Ian Scheckter         | March-Ford         | 6         | Wypadek            | 24          |        |
| NU   | 3  | Ronnie Peterson       | Tyrrell-Ford       | 3         | Silnik             | 16          |        |
| NU   | 23 | Patrick Tambay        | Ensign-Ford        | 3         | elektronika        | 10          |        |
| NU   | 24 | Rupert Keegan         | Hesketh-Ford       | 0         | Wypadek            | 13          |        |
| NZ   | 9  | Alex Ribeiro          | March-Ford         |           |                    |             |        |
| NZ   | 22 | Clay Regazzoni        | Ensign-Ford        |           |                    |             |        |
| NZ   | 38 | Brian Henton          | March-Ford         |           |                    |             |        |
| NZ   | 36 | Emilio de Villota     | McLaren-Ford       |           |                    |             |        |
| NPK  | 31 | David Purley          | LEC-Ford           |           |                    |             |        |
| NPK  | 33 | Andy Sutcliffe        | March-Ford         |           |                    |             |        |
| NPK  | 35 | Guy Edwards           | BRM                |           |                    |             |        |
| NPK  | 44 | Tony Trimmer          | Surtees-Ford       |           |                    |             |        |
| NPK  | 45 | Brian McGuire         | McGuire-Ford       |           |                    |             |        |
| NPK  | 32 | Mikko Kozarowitzky    | March-Ford         |           |                    |             |        |

### Najszybsze okrążenie
| Nr | Kierowca   | Konstruktor  | Czas     | Okr. |
| -- | ---------- | ------------ | -------- | ---- |
| 1  | James Hunt | McLaren-Ford | 1:19,600 | 48   |